# Walter Charles Kraatz
Pour les articles homonymes, voir Kraatz.
Walter Charles Kraatz est un zoologiste américain, né le 20 janvier 1893 à Milwaukee et mort le 15 novembre 1970 à Akron, Ohio.

## Biographie
Il est le fils de Charles M. et d’Emma née Valentine. Il obtient son Bachelor of Arts à l’université du Wisconsin en 1918, puis son Master of Arts en 1920 et son Ph. D. en 1923 à l’université d’État de l’Ohio avec une thèse intitulée A preliminary general survey of the macrofauna of Mirror Lake. De 1912 à 1914, il est assistant au Muséum public de Milwaukke, puis de 1916 à 1918 assistant en zoologie à l’université du Wisconsin.
Kraatz se marie avec Julia W. Jaster le 17 juin 1923, union dont naîtra deux fils. Il travaille à l’université de l’Ohio de 1918 à 1923 d’abord comme premier assistant puis comme instructeur, puis à celle de Miami de 1923 à 1924 comme professeur-assistant, puis, à partir de cette date, à celle d’Akron. Il est professeur de biologie  de 1924 à 1928 puis de zoologie de 1928 à 1931. À cette date, il devient professeur associé et dirige le département de biologie de 1934 à 1958, avant d’être nommé professeur émérite en 1959.
Kraatz est membre de l’American Association for the Advancement of Science, de l’American Society of Zoology, de la Society of Limnology and Oceanography et de la Society for the Study of Evolution. Il rejoint la section A de l’Ohio Academy of Science en 1920 puis devient membre en 1923, il en sera son vice-président en 1933 et en 1953 et son président en 1957. Il est membre actif de Phi Sigma et de Sigma Xi.
Il se consacre particulièrement à l’étude de la biologie marine, notamment sur les insectes aquatiques, les organismes planctoniques, le développement et l’anatomie des poissons. Kraatz fait notamment paraître The intestine of the minnow Campostoma anomalum (Rafinesque), with special reference to the development of its coiling (1924).

## Source
- Allen G. Debus (dir.) (1968). World Who’s Who in Science. A Biographical Dictionary of Notable Scientists from Antiquity to the Present. Marquis-Who’s Who (Chicago) : xvi + 1855 p.
- Nécrologie de l’Annual Report of the Ohio Academy of Science 1956 (document pdf en anglais)